# Hotel Stern und Post

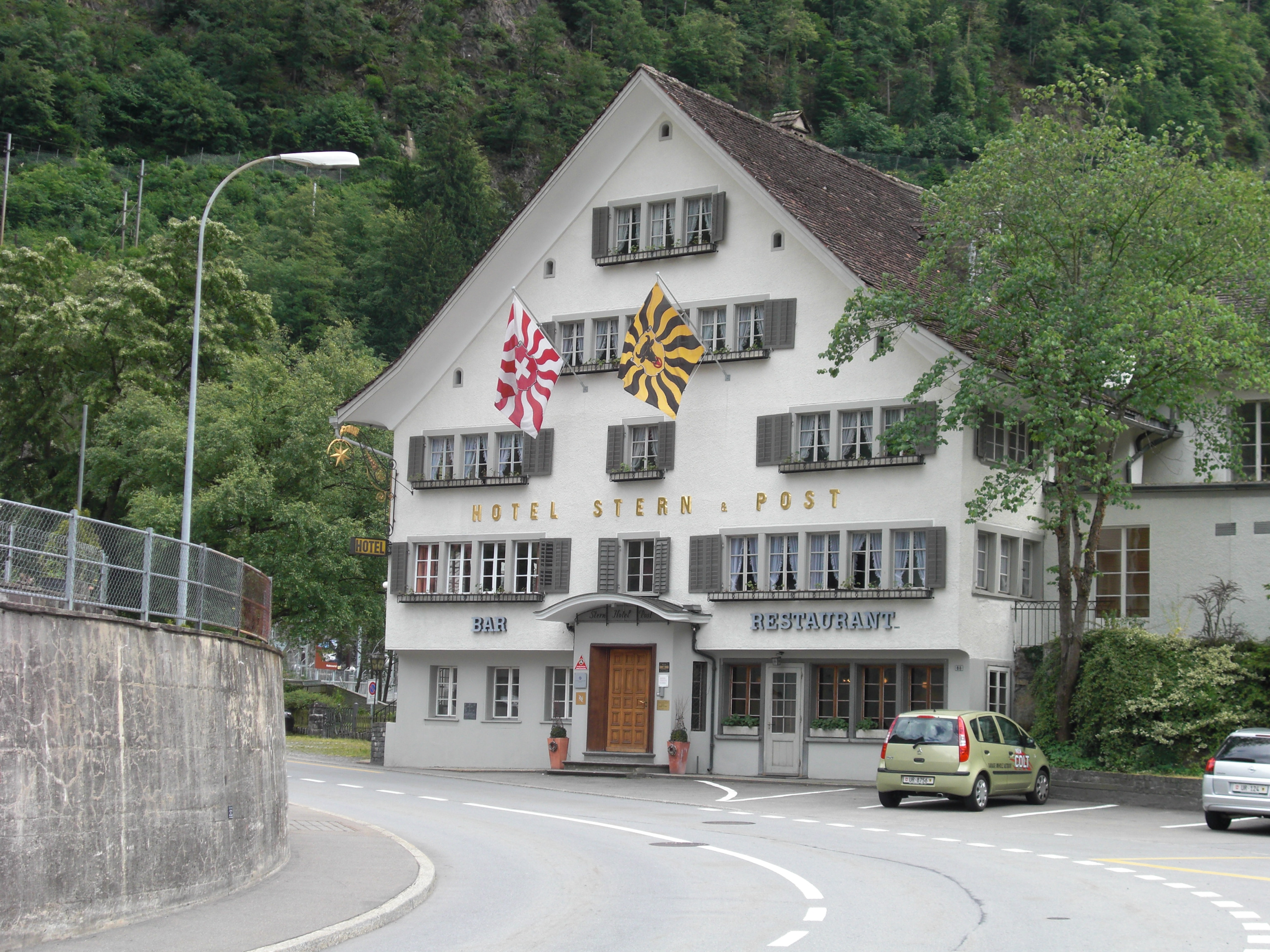
Nordfassade, zur Gotthardstrasse hin

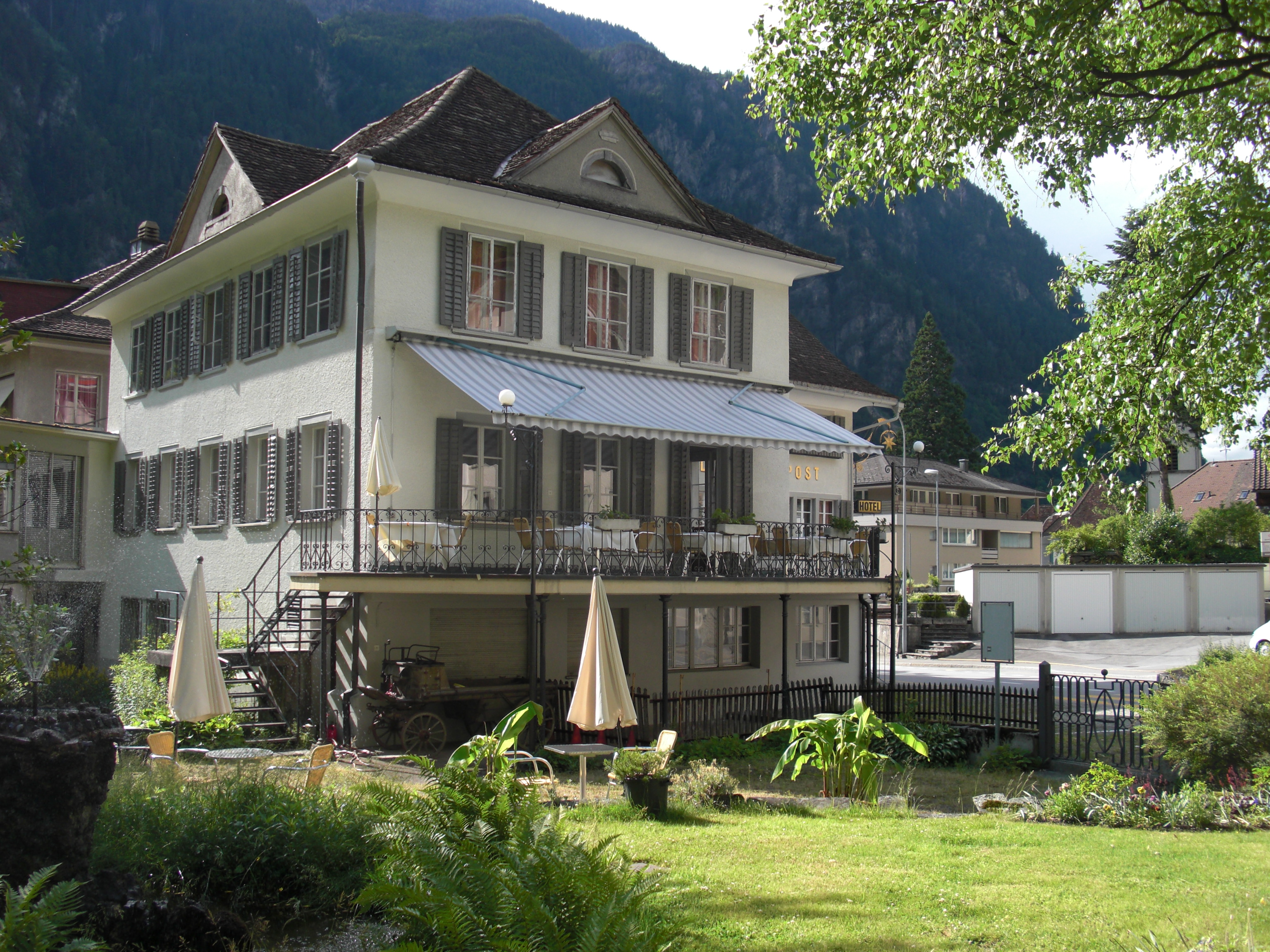
Blick aus dem Garten aus Richtung Südosten

Das Hotel Stern und Post in Amsteg (Silenen), Kanton Uri, gehört zu den ältesten Hotels in der Schweiz. Bereits im 14. Jahrhundert stand an gleicher Stelle – an der letzten Rastmöglichkeit vor dem Anstieg zum Gotthardpass – ein Gasthaus. Urkundlich wird es erstmals 1357 als „das Haus Werners, Wirt von Amsteg, am Beginn der Steigung zum Gotthardpass“ erwähnt. Das heutige Hauptgebäude wurde in den Jahren 1788–1789 errichtet, nachdem ein Dorfbrand 1785 den alten Gasthof zum Stern vollständig zerstört hatte. Der Name Stern und Post geht auf die Einrichtung des Postkutschenverkehrs über den Gotthard von 1842 zurück, denn das Hotel wurde durch den Anbau von Stallungen zu einem wichtigen Stützpunkt für Postkutschen. 1850 richtete die neu geschaffene Bundespost in einem Gebäudeteil des Gasthauses eine ihrer ersten öffentlichen Poststellen ein. Noch heute gilt die Bushaltestelle "Amsteg Post" als wichtige Drehscheibe für Postautos.

## Gebäude
Der Gebäudekomplex veränderte im Laufe der Zeit immer wieder sein Gesicht. 1830 wurde das Gebäude von 1788 um einen rückseitigen Anbau erweitert und 1907 zu einem luxuriösen Hotel umgebaut. In den Jahren nach dem Zweiten Weltkrieg wurden der Saal und das Restaurant im Erdgeschoss sowie die Eingangspartie mit der Haupttreppe neu gestaltet. 1957 wurde das Hotel nochmals um einen, nur im ersten Obergeschoss auf einer Seite verbundenen Anbau hin zum Garten erweitert. 2008 wurde das Hotel teilweise saniert, die Gebäudehülle wurde dabei aber nicht verändert.

## Hotel
Die verschiedenen baulichen Massnahmen reflektieren auch den Wandel der Hotelgäste über die Zeit. Zu Beginn diente der Gasthof vor dem Anstieg zum Gotthard Händlern und Reisenden als Raststätte und letzte Unterkunft vor der gefährlichen Überquerung der Alpen. Mit der Inbetriebnahme des Gotthardtunnels 1882 fuhr die Gotthardbahn nun direkt von Luzern nach Mailand – die Passüberquerung verlor ihr zwingendes Risiko und wurde zum freiwilligen Abenteuer von Touristen. Mit dem Umbau von 1907 reagierten die damaligen Besitzer auf die veränderte Nachfrage. Zielpublikum des Hotels waren nun gut betuchte Touristen aus dem Ausland. Diese wurden im Verlauf der folgenden Jahrzehnte durch den Ausbau der Verkehrs- und Tourismusinfrastruktur in der Schweiz wieder durch Durchreisende und Bergwanderer abgelöst.
Seit dem Umbau im Frühling 2008 ist das Hotel Stern und Post ein Hotel im mittleren Preissegment. Es verfügt über rund 20 Zimmer, drei Gaststuben, ein Restaurant und eine Bar.
Die Landesgruppe Schweiz des Internationalen Rates für Denkmalpflege (ICOMOS) verlieh dem Stern und Post im September 2008 den ICOMOS Mobiliar-Spezialpreis 2009 für die „fachgerechte Restaurierung des vollständig erhaltenen Bestandes qualitätsvoller Hotelmöbel aus allen Epochen des Betriebes.“
Das Hotel war fast 200 Jahre im Besitz derselben Familie. Im Jahre 2007 wurde es verkauft, und der neue Besitzer leitete eine Teilrenovierung ein. Die heutigen Privatbesitzer des Hotel Stern & Post planen die Restaurierung weiterer Gebäudeteile und wollen das Haus auch kulturell beleben.

## Besuche Goethes
Johann Wolfgang von Goethe kehrte mindestens dreimal auf seinen Reisen durch die Schweiz im Gasthof zum Stern ein, und zwar vor wie auch nach dem Brand von 1785. 1775, bei seinem mutmasslich ersten Besuch, würdigte er die dargereichten gebackenen Fische, es finden sich aber auch kritische Äusserungen über die Gegend im Allgemeinen und die Bedienung des Gasthauses im Speziellen. So notierte er am Donnerstag, 5. Oktober 1797 in sein Tagebuch:

„(…) Allgemeine Klage, daß die Bauern so geldgierig wären. Ähnlichkeit der Weiber. (…) Wir kamen wieder in die Region der Nußbäume und nahmen im Gasthof zum Stern am Steg wieder etwas zu uns, und gingen nachher den Fußweg gegen Altdorf. Wasser- und Brotgelübde der geizigen Wirtin. (…)“